# 神經科學 (期刊)
神經科學(Neuroscience)是同行評審的神經科學科學雜誌。它於1976年由P.G. Kostyuk，RodolfoLlinás和A.D. Smith是創始，最初由Pergamon Press出版。目前的主編是Juan LermaGómez（西班牙國家研究委員會）。該期刊由愛思唯爾（Elsevier）代表國際大腦研究組織（IBRO）出版。
該雜誌延續了先前在《大腦研究》上發表的IBRO新聞欄目。

## 外部連結
- 官方网站